# Фарах (провинција)
Фарах је једна од 34 провинције Авганистана. Налази се у западном дијелу земље. Главни град је Фарах.
У провинцији Фарах се налази гроб Сједа Мохамеда Јаунпурија. Овај гроб посјећују на стотине људи широм свијета, укључујући Пакистан и Индију.